# Jillian Harmon
Pour les articles homonymes, voir Harmon.
Jillian Harmon, née le 3 mars 1987  à New York, est une joueuse néo-zélandaise de basket-ball évoluant au poste d'ailière.

## Carrière
Elle joue avec l'équipe de Nouvelle-Zélande, mais possède également les nationalités américaine et britannique. Elle est médaillée d'argent du Championnat d'Océanie féminin de basket-ball 2011 et dixième du tournoi féminin de basket-ball aux Jeux olympiques d'été de 2008.
Elle démarre la saison 2021-2022 en France avec Villeneuve-d'Ascq en intérim de Damiris Dantas do Amaral (6,9 points à 43,1% de réussite aux tirs et 4,9 rebonds pour 9,6 d'évaluation en 26 minutes de moyennesur 9 rencontres), puis Clarissa dos Santos blessée depuis le début de saison, Basket Landes l'engage en décembre 2021.

## Palmarès
- Championne d'Italie 2017
- Coupe d'Italie 2019
- SuperCoupe d'Italie 2020
- Championne d'Australie WNBL 2015
- Vainqueur de la Coupe de France : 2022 - 2023[3]